# Cooter
Cooter és una població dels Estats Units a l'estat de Missouri. Segons el cens del 2000 tenia 440 habitants.

## Demografia
Segons el cens del 2000, Cooter tenia 440 habitants, 176 habitatges, i 118 famílies. La densitat de població era de 585,8 habitants per km².
Dels 176 habitatges en un 31,3% hi vivien nens de menys de 18 anys, en un 51,1% hi vivien parelles casades, en un 11,9% dones solteres, i en un 32,4% no eren unitats familiars. En el 26,1% dels habitatges hi vivien persones soles el 15,9% de les quals corresponia a persones de 65 anys o més que vivien soles. El nombre mitjà de persones vivint en cada habitatge era de 2,5 i el nombre mitjà de persones que vivien en cada família era de 3,03.
Per edats la població es repartia de la següent manera: un 25,2% tenia menys de 18 anys, un 8,6% entre 18 i 24, un 26,6% entre 25 i 44, un 22,5% de 45 a 60 i un 17% 65 anys o més.
L'edat mediana era de 37 anys. Per cada 100 dones de 18 o més anys hi havia 97 homes.
La renda mediana per habitatge era de 28.750 $ i la renda mediana per família de 32.955 $. Els homes tenien una renda mediana de 26.429 $ mentre que les dones 18.500 $. La renda per capita de la població era de 13.267 $. Entorn del 16,1% de les famílies i el 20,6% de la població estaven per davall del llindar de pobresa.

## Poblacions més properes
El següent diagrama mostra les poblacions més properes.